# Самбрель, Альдо
Альфредо Санчес Брель (исп. Alfredo Sánchez Brell, более известный как Альдо Самбрель исп. Aldo Sambrell, 23 февраля 1931, Мадрид — 10 июля 2010, Аликанте) — испанский актёр, режиссёр и продюсер, снявшийся более чем в 150 фильмах.

## Биография
Альдо Самбрель родился 23 февраля 1931 в Мадриде.
Наиболее широкую известность Самбрель приобрёл после съёмок в ряде спагетти-вестернах: «За пригоршню долларов» (1964), «На несколько долларов больше» (1965), «Хороший, плохой, злой» (1966), «Однажды на Диком Западе» (1968), «Сто винтовок» (1969), «За пригоршню динамита» (1971). Также довольно заметными фильмами в его карьере стали «Золотое путешествие Синдбада» (1974), где он сыграл роль одного из членов команды и «Доспехи Бога 2: Операция Кондор» (1991), в котором Самбрелл исполнил роль Адольфа, старого немецкого солдата.
Актёр умер 10 июля 2010 в городе Аликанте в возрасте 79 лет в результате трёх инсультов, перенесённых в начале года.

## Избранная фильмография
- 1961 — Царь царей
- 1964 — За пригоршню долларов
- 1964 — 100 всадников
- 1965 — На несколько долларов больше
- 1966 — Пропавший отряд
- 1966 — Золотая пуля
- 1966 — Хороший, плохой, злой
- 1966 — Сюркуф, тигр семи морей
- 1966 — Возвращение Сюркуфа
- 1968 — Однажды на Диком Западе
- 1969 — Сто винтовок
- 1970 — Когда Сатана схватил кольт
- 1971 — Маяк на краю света
- 1972 — Остров сокровищ
- 1974 — Золотое путешествие Синдбада
- 1975 — Ветер и лев
- 1989 — Возвращение мушкетёров
- 1991 — Доспехи Бога 2: Операция Кондор
- 1996 — Убийцы Барби
- 1997 — Нежная плоть
- 2002 — Убийцы Барби против Дракулы